# Đất và người
Đất và người là một bộ phim truyền hình được thực hiện bởi Trung tâm Phim truyền hình Việt Nam, Đài Truyền hình Việt Nam do Nguyễn Hữu Phần và Phạm Thanh Phong làm đạo diễn. Phim được chuyển thể từ tiểu thuyết Mảnh đất lắm người nhiều ma của nhà văn Nguyễn Khắc Trường. Phim phát sóng lần đầu vào năm 2002 trên kênh VTV1.

## Nội dung
Đất và người kể về làng Giếng Chùa có hai dòng họ Trịnh và Vũ cùng những oán hận, mưu mô và thù địch với nhau. Đó là những con người gia trưởng, phong kiến; những con người luồn cúi, nịnh bợ với mưu mô toan tính và cả câu chuyện về những nạn nhân của việc tranh đấu giữa các thế lực...

## Diễn viên

### Diễn viên chính
- Duy Hậu trong vai Hàm[8]
- Hán Văn Tình trong vai Chu Văn quyềnh[9]
- Phát Triệu trong vai Phúc[10]
- Duy Thanh trong vai Thủ[10]
- Hà Văn Trọng trong vai Chỉnh
- Minh Phương trong vai Son
- Phạm Hồng Minh trong vai Tùng - chủ tịch hợp tác xã/cháu đích tôn họ Vũ[10]
- Thân Thanh Giang trong vai Đào[10]

### Diễn viên phụ
- Mạnh Tuấn trong vai Thống Biệu
- Hồng Chương trong vai Cụ Cố
- Nam Cường trong vai Tính
- Hồ Quốc Phong trong vai Vũ
- Trần Duy Hùng trong vai Nép
- Bùi Như Lai trong vai Lục
- Hà Hoàng Hiệp trong vai Ngạc
- Đới Thành An trong vai Quý
- Phú Đôn trong vai Quàng[10]
- Tuấn Dương trong vai Cao[10]
- Mai Ngọc Căn trong vai Hào
- Trần Đại Mý trong vai Vinh
- Kim Hoàn trong vai Ngũ
- Hương Ly trong vai Tuyết Trinh
- Thái An trong vai Tho
- Quang Thắng trong vai Tí
- Hồ Liên trong vai Hợi
- Văn Chung trong vai Hơn
- Chu Hùng trong vai Tám lé
- Vi Cầm trong vai Mận[10]

Cùng một số diễn viên khác....

## Ca khúc trong phim
Bài hát trong phim là ca khúc "Đất và Người" do Trọng Đài sáng tác và Mai Hoa trình bày. Ca khúc sau đó được Mai Hoa đưa vào album đầu tay có nhan đề Hương Đất, phát hành năm 2005. Năm 2018, Mai Hoa tiếp tục ra MV dành riêng cho ca khúc này.

## Sản xuất
Tháng 8 năm 2001, đạo diễn Phạm Thanh Phong cho biết kịch bản phân cảnh sẽ được hoàn thiện trong tháng 9, dự tính có 14 tập với độ dài 70 phút cho mỗi tập. Phim sẽ được bấm máy trong hai tháng 10 và 11, thêm 3 tháng hậu kỳ. Dự định ban đầu, diễn viên Trọng Khôi sẽ đóng ông Phúc, Trịnh Thịnh vào vai ông Hàm.
Nhân vật chính, Tùng do Phạm Hồng Minh đóng, được chỉnh khác với nguyên mẫu trong Mảnh đất lắm người nhiều ma. Cụ thể, trong tiểu thuyết, Tùng là cháu ngoại của họ Vũ (mẹ Tùng là chị cả ông Phúc), còn ở trong phim, Tùng là trưởng họ của họ Vũ (bố Tùng là anh trai ông Phúc). Bà Son ở trong tiểu thuyết đã nhảy xuống sông tự trầm và chính ông Phúc là người đã vớt xác bà lên, còn ở trong phim, bà nhảy xuống sông với ý định quyên sinh ban đầu, nhưng sau đó đã bơi qua sông và ẩn tích ở ngôi chùa bên kia sông. quyềnh trong phim cũng là một sự đổi khác, trở thành một nhân vật hài hước xuyên suốt bộ phim, khác với nguyên mẫu là chết ngay ở phần đầu tiểu thuyết. Anh em quyềnh cũng được đổi từ họ Đào sang họ Chu, đều có nghĩa là màu đỏ, ám chỉ câu nói "hạt máu trên hạt máu dưới" của nhân vật Quàng.

## Giải thưởng
| Năm  | Giải thưởng    | Hạng mục                | (Người) đề cử | Kết quả      | Tham khảo |
| ---- | -------------- | ----------------------- | ------------- | ------------ | --------- |
| 2002 | Giải Cánh diều | Phim truyện truyền hình | —             | Khuyến khích | [ 16 ]    |